# Chiringuito de Pepe
Chiringuito de Pepe (lit. ‘Guingueta d'en Pepe’), anteriorment El Chiringuito de Pepe, és una sèrie de televisió espanyola que combina comèdia i drama. Està creada per Curro Velázquez i produïda per Mediaset España Comunicación en col·laboració amb 100 Bullets per a l'emissió a Telecinco. La ficció és protagonitzada per Santi Millán, Jesús Bonilla, Begoña Maestre i Dafne Fernández, i s'estrenà el 9 de juny de 2014. La sèrie està rodada al municipi valencià de Peníscola (Baix Maestrat).

## Sinopsi
En Sergi Roca (Santi Millán) és un xef premiat amb dotze Estrelles Michelín i reconegut a tot el món. En Pepe Leal (Jesús Bonilla) és el propietari d'una guingueta de platja considerada com una fregidora. Quan en Sergi descobreix que en Pepe Leal és el seu pare, promet ajudar a fer recuperar el negoci sense desvelar que és un fill seu que ell no va saber mai. Per això haurà d'adaptar-se a un estil de cuina completament diferent del seu i bregar amb els seus nous companys: el seu germà Vicente (El Langui), el seu cosí Dani (Adrián Rodríguez) i la seva ajudant Mati (Dafne Fernández).

## Repartiment

### Principal
- Santi Millán - Sergi Roca (ep. 1) - (¿?).
- Jesús Bonilla - José «Pepe» Leal (ep. 1) - (¿?).
- Begoña Maestre - Laura Martín (ep. 1) - (¿?).
- Dafne Fernández - «Mati» (ep. 1) - (¿?).
- El Langui - Vicente Leal (ep. 1) - (¿?).
- Adrián Rodríguez - Daniel «Dani» (ep. 1) - (¿?).
- Andrea Rodríguez - Olivia «Oli» Martín (ep. 1) - (¿?).
- Guillermo Estrella - Manuel «Manu» Alejandre Roca (ep. 1) - (¿?).
- Blanca Portillo - Mariana Masianet (ep. 1) - (¿?).

### Secundari
- Malcolm Sité - Balotelli (ep. 1) - (¿?).
- Joaquín Núñez - José Luis Perales (ep. 2) - (¿?).
- Marisa Ruiz - Francisca «Paqui» Leal (ep. 2) - (¿?).
- Carlos Álvarez-Nóvoa - L'avi (ep. 2) - (¿?).
- Javivi - «Miguelo» (ep. 2) - (¿?).
- Aitor Mazo - «Mochales» (ep. 3) - (¿?).
- Manu Ríos - «Mauri» (ep. 3) - (¿?).

### Antics
- Laura Sánchez - Alicia (ep. 1) - (ep. 2).
- Emilio Gutiérrez Caba - Antxón (ep. 1).
- Cristina García - «Pepi» (ep. 1).
- Sergio Ruiz - Pedre (ep. 1).

### Aparicions
- Jorge Javier Vázquez - Ell mateix (ep. 2).